# Aspa, Nyköpings kommun
Aspa är en bebyggelse i Nyköpings kommun, belägen vid länsväg 223, omkring 20 kilometer norr om Nyköping. Aspa ligger i Ludgo socken, vid Storån som förbinder sjön Eknaren med Ludgosjön. 
1990 avgränsades en småort runt korsningen mellan länsväg 223 och länsväg D 824 och söderut längs länsväg 223. Vid avgränsningen 1995 föll området söder om Lidsvägen bort ur småortsavgränsningen. 2010 avgränsades istället en ny småort med beteckningen Nedre Aspa i denna del. som dock avregistrerades 2023.
Bebyggelsen runt korsningen mellan länsväg 223 och länsväg D 824 är mestadels modernare villabebyggelse som inte fanns här 1960. Den bebyggelsen ligger inte heller på Aspa, utan på Daviks ägor där idrottsplatsen ligger och på Lötens ägor där skola och vårdhem är uppfört. Aspas ägors norra gräns går vid vägen utmed Storån.
Aspa löt omtalas redan 1302, men som by första gången 1455 och 1456 då Johan i Aspa var faste vid häradstinget. 1494 uppbar Åke Jönsson (svarte skåning) avraden från två kronobönder i Aspa. Under 1500-talet utgjordes Aspa av två mantal kronojord.
I Aspa fanns åtminstone från 1709 ett gästgiveri, och sedan fram till 1919 då den ändrades till skjutsstation, och 1927 drogs in. 1915 fanns även handelsbod, mejeri och doktorsbostad i Aspa.
I Aspa har det även funnits en pepparkaksfabrik.

## Aspa löt
Vid Aspa låg Rönö härads tidigaste tingsplats. Platsen benämndes Aspa löt.
Namnet skrevs (apud) Aspuløt 1302 och innehåller i förleden bynamnet Aspa. Det återgår i sin tur på ett namn på Storån norr om byn och är säkerligen bildat till fiskbeteckningen asp. Efterleden är löt ’betesmark’, ursprungligen ’sluttning’. Här kan det mer direkt syfta på tingsplatsen.
Den medeltida Eriksgatan passerade genom Aspa löt på vägen mellan Gripsholms slott och Nyköpingshus, vilket i stort följer dagens sträckning av länsväg 223. På platsen finns flera fornlämningar, däribland fyra runstenar. 
På tingsplatsen finns en stor gravhög, benämnd Tingshögen, som är 2,5 meter hög och 30 meter i diameter. Intill högen står en 2,2 meter hög rest sten.
Omkring 150 meter norr om Tingshögen och utmed landsvägen står två resta stenar och två runstenar. De resta stenarna är 1,3 och 1,7 meter höga. De två runstenarna benämns Sö 138 och Sö 137 och är båda 2,1 meter höga.
Ytterligare 150 meter norrut utmed vägen står ytterligare två runstenar, Sö 141 och Sö Fv1948;289. Den senare stenen är känd för att såväl Danmark som Svitjod omnämns, vilket är det första skriftliga belägget på namnet Svitjod, sedermera Sverige.
Runstenen Sö 136 stod förut på platsen, men är nu försvunnen. Runstenarna är daterade till 1000-talet, det vill säga slutet av vikingatiden.

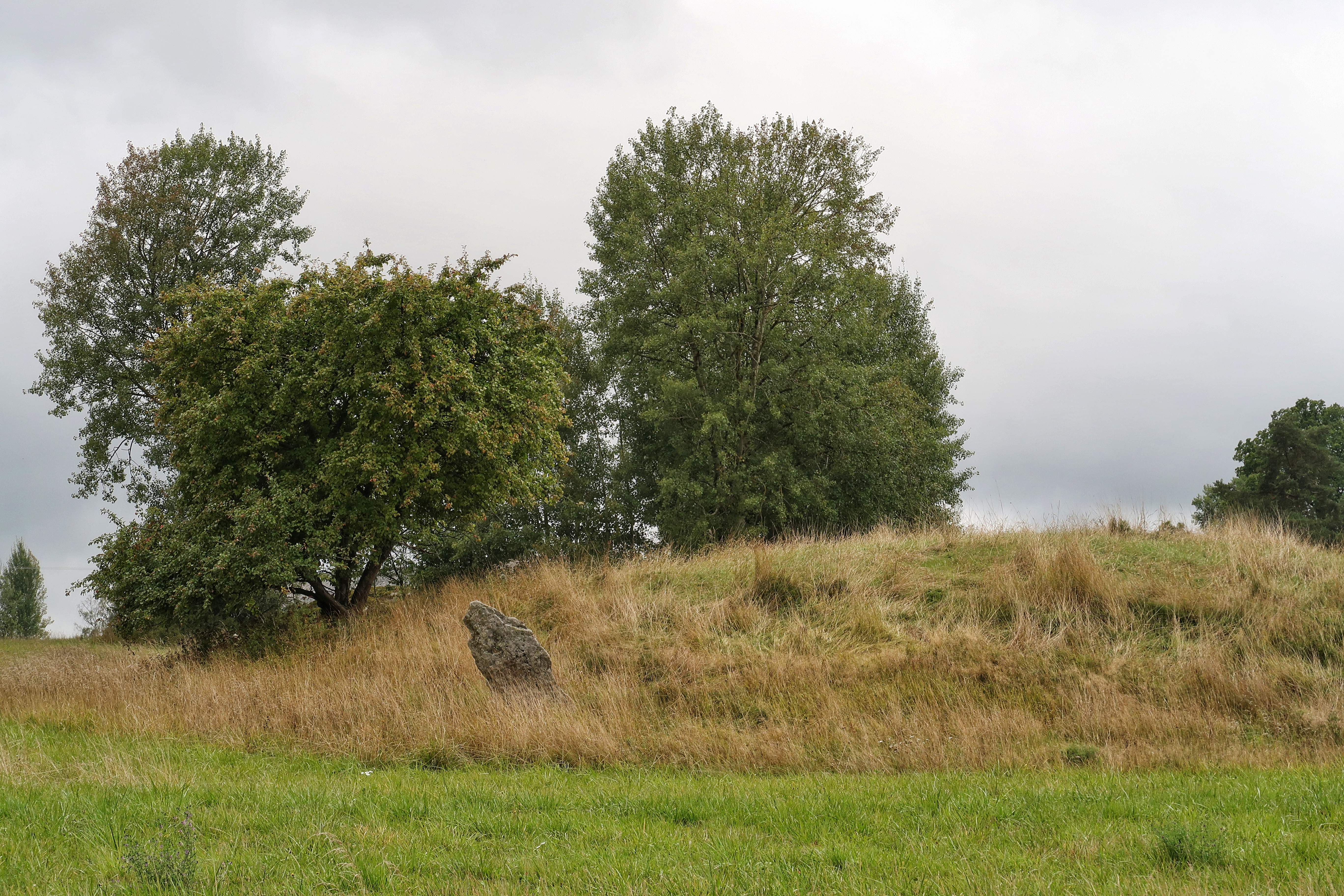
Tingshögen vid Aspa.
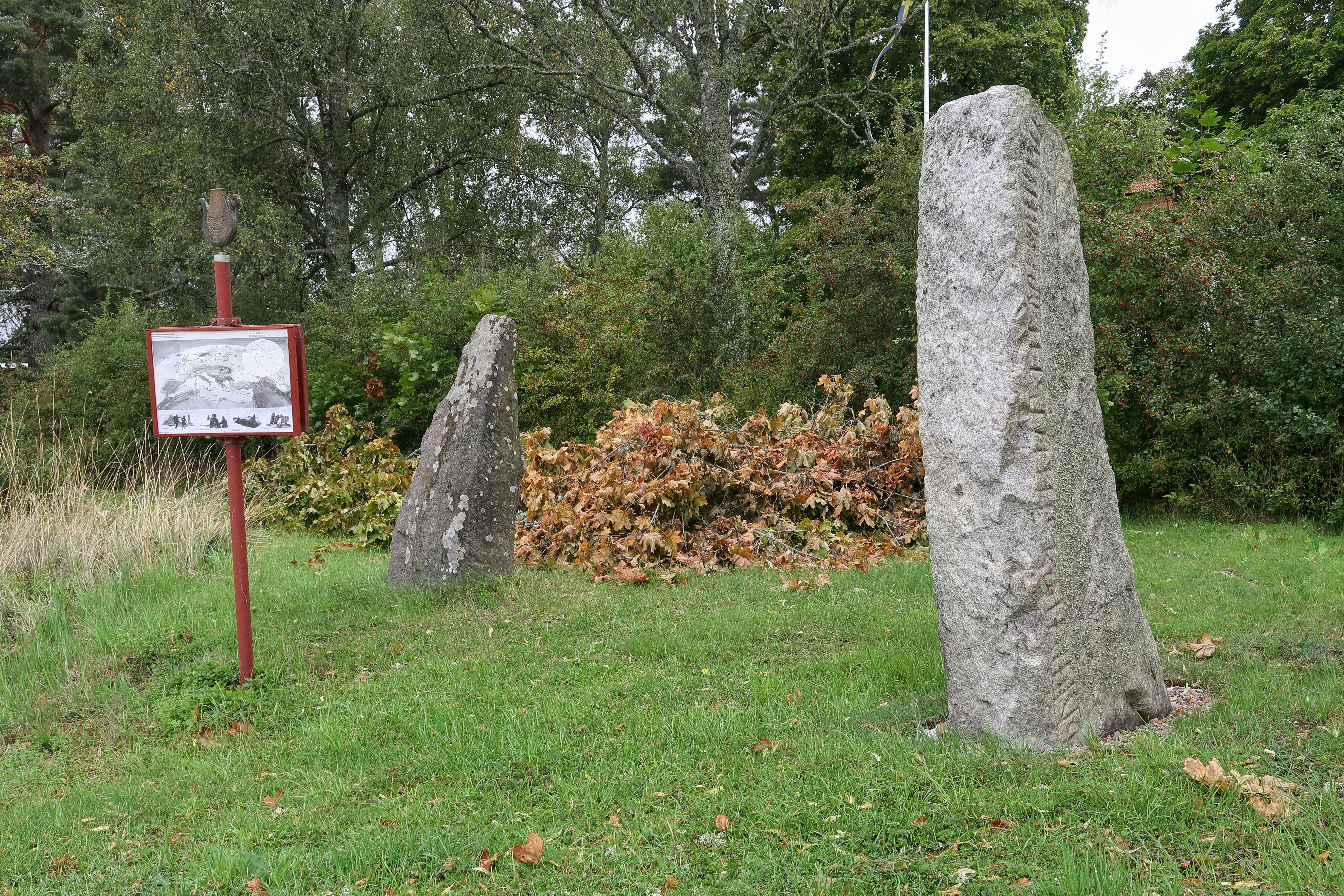
Runstenarna Sö 138 och Sö 137.
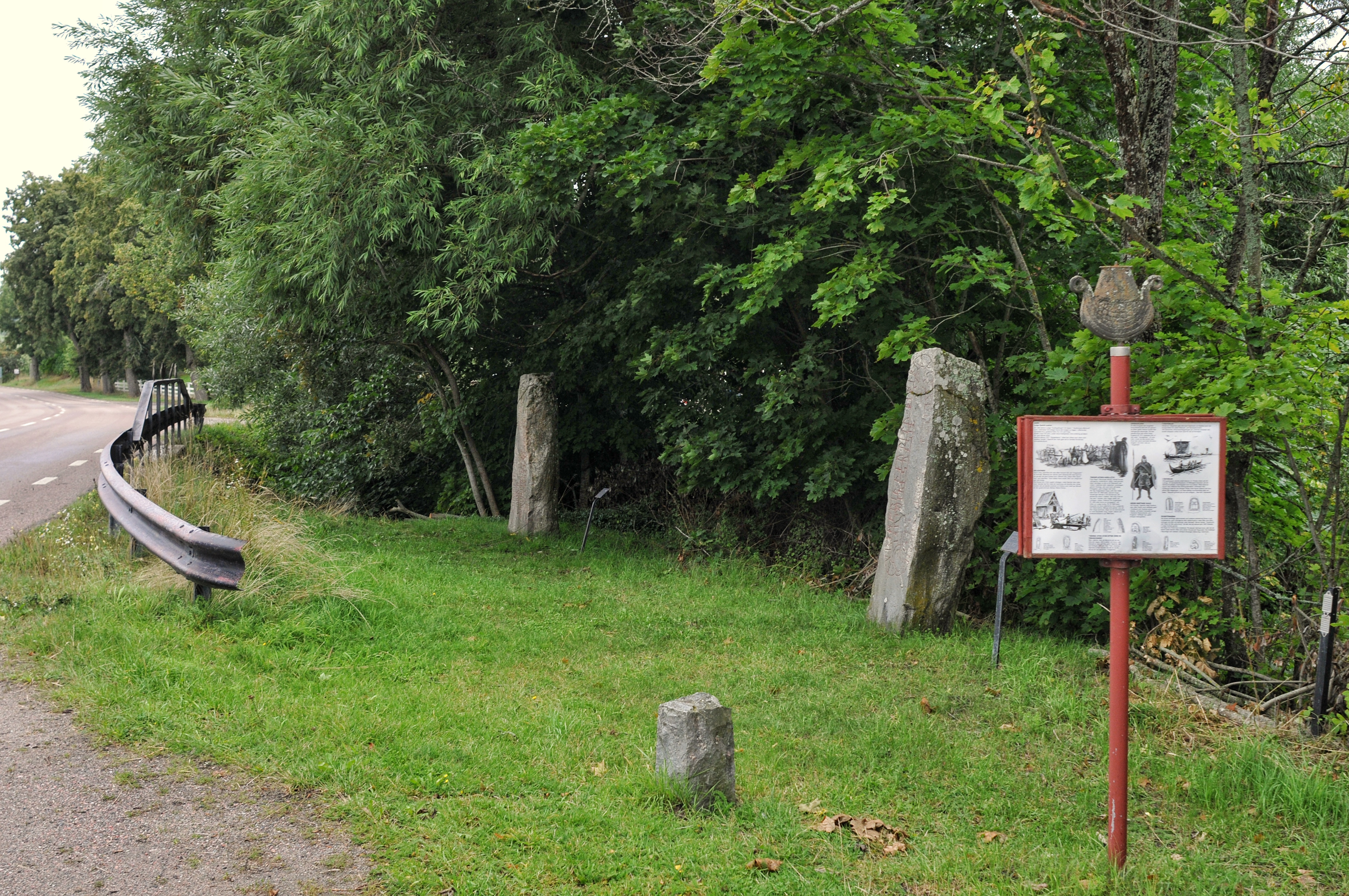
Runstenar, Sö 141 och Sö Fv1948;289 vid Aspa bro.